# Ministerstvo všeobecného strojírenství
Ministerstvo všeobecného strojírenství (rusky Министерство Общего машиностроения,zkráceně МОМ) byl dvakrát použitý název orgánu státní správy v Sovětském svazu. Neutrální názvy ministerstev typu všeobecné (nebo střední) strojírenství byly v Sovětském svazu použity pro resorty obranného průmyslu. Ministerstvo všeobecného strojírenství řídilo podniky a výzkumné ústavy vyrábějící střely a munici (při prvním založení), resp. podniky a výzkumné ústavy raketového a kosmického průmyslu (při druhém založení).

## Ministerstvo všeobecného strojírenství (1955 – 1957)
Poprvé vzniklo ministerstvo všeobecného strojírenství v dubnu 1955. Zabývalo se výrobou munice a leteckých i lodních střel. Po dvou letech bylo spolu s většinou průmyslových ministerstev zrušeno, podniky jím řízené byly převedeny pod ministerstvo obranného průmyslu.

### Ministr
- Pjotr Nikolajevič Goremykin (2. dubna 1955 – 10. května 1957)

## Ministerstvo všeobecného strojírenství (1965 – 1991)
Podruhé bylo ministerstvo všeobecného strojírenství založeno v březnu 1965 při rozdělení Státního výboru obranné techniky v březnu 1965 v rámci reorganizace sovětské vlády. Zaniklo současně se Sovětským svazem koncem roku 1991. Řídilo podniky a výzkumné ústavy raketového a kosmického průmyslu.

### Ministři
- Sergej Alexandrovič Afanasjev (2. března 1965 – 8. dubna 1983)
- Oleg Dmitrijevič Baklanov (8. dubna 1983 – 25. března 1988)
- Vitalij Chusejnovič Dogužijev (25. března 1988 – 7. června 1989)
- Oleg Nikolajevič Šiškin (17. července 1989 – 26. listopadu 1991)

### Některé podřízené podniky a ústavy
- Vědeckovyýzkumný institut č. 88 (NII-88)
- OKB-1, od 1966 CKBEM, od 1974 NPO Eněrgija, dnes RKK Eněrgija
- OKB-52, od 1966 CKBM, od 1983 NPO Mašinostrojenija
- OKB-456, od 1966 KBEM, 1974 sloučeno s CKBEM v NPO Eněrgija, 1990 samostatné jako NPO Eněrgomaš
- OKB-586, od 1966 KB Južnoje, od 1986 NPO Južnoje, dnes KB Južnoje
- OKB Lavočkina, od 1974 NPO Lavočkina
- KBPM, 1967 odděleno od CKBEM, od 1977 NPO Prikladnoj mechaniki, dnes Informacionnyje sputnikovyje sistěmy Rešetňova
- CSKB, 1974 odděleno od CKBEM, dnes CSKB-Progress